# Karpathos
Karpathos (griechisch Κάρπαθος [ˈkarpaθɔs] (f. sg.), türkisch Kerpe, italienisch Scarpanto, lateinisch Carpathus) ist eine griechische Insel. Sie ist mit 300,152 km² nach Rhodos die zweitgrößte Dodekanes-Insel. Seit 2011 bildet die Insel mit der Insel Saria und weiteren Felseninselchen eine Gemeinde in der Region Südliche Ägäis. Nach der Volkszählung von 2011 hatte Karpathos 6226 Einwohner. Hauptort ist Karpathos, früher auch Pigadia genannt.
In einigen Dörfern auf der Insel – vor allem in Olymbos – wird bis heute ein neugriechischer Dialekt gesprochen, der sich, wie das Tsakonische, aus dem  Dorischen und nicht wie fast alle anderen Dialekte in Griechenland aus der Koiné entwickelt hat.

## Lage

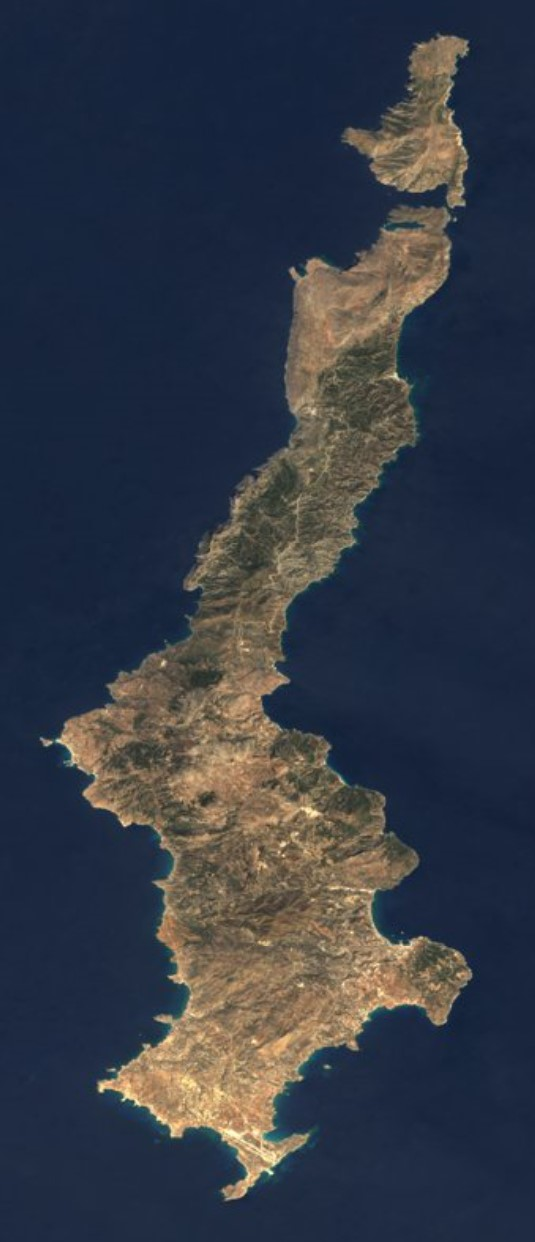
Satellitenbild von Karpathos

Karpathos liegt auf dem östlichen Südägäischen Inselbogen, der die Gebirgszüge der Peloponnes mit dem Taurusgebirge in der südwestlichen Türkei verbindet und gleichzeitig die Grenze der Ägäis zum Mittelmeer darstellt. Nachbarinseln sind Rhodos, 46 km nordöstlich, und Kasos, 6 km südwestlich, sowie im Norden, getrennt durch eine knapp 100 m breite und ca. 1,5 m tiefe Meerenge, das Eiland Saria.
Die größte Länge hat die Insel mit etwa 48 km in Nord-Süd-Richtung, die maximale Breite erreicht fast 12 km, die schmalste Stelle weniger als 3,5 km. Ein kahler, teilweise mit Kiefern bewaldeter Bergzug durchzieht die Insel von Norden bis zur Mitte der Insel. Während im Norden Höhen über 600 m erreicht werden, steigt die Kali Limni (Καλή Λίμνη) im zentralen Inselbereich auf eine Höhe von 1.215 m an, zusammen mit dem Attavyros auf Rhodos die höchste Erhebung der Dodekanesinseln. Südlich davon wird es zunächst hügeliger, im äußersten Süden ist es flach. Ein großer Teil der einst üppigen Bewaldung fiel mehreren verheerenden Waldbränden zum Opfer.

## Geschichte

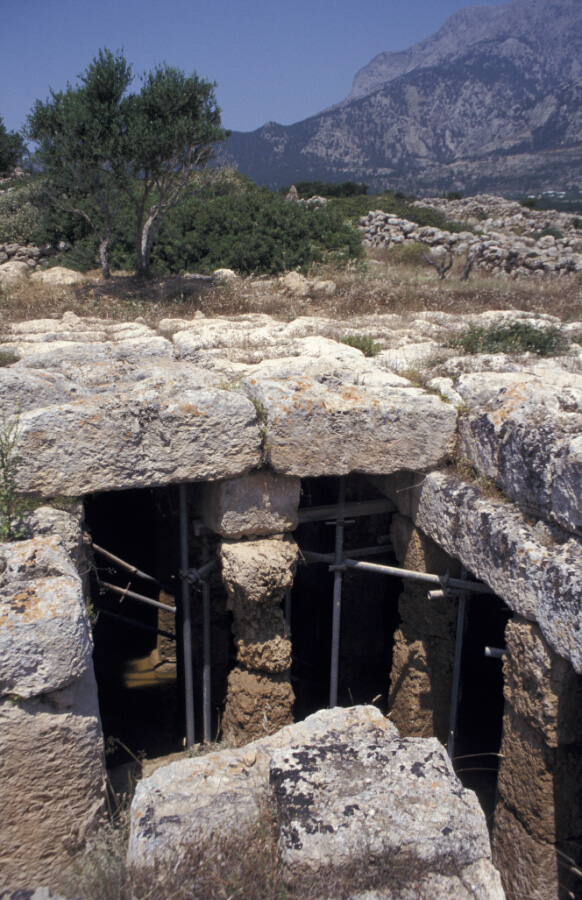
Römische Zisterne bei Lefkos

Die erste Besiedelung Karpathos’ begann bereits in der Epoche der Jungsteinzeit.
Bedingt durch die geografische Lage zwischen Kreta und den Dodekanes-Inseln entwickelte sich Karpathos in der mittel- und spätminoischen Zeit (ca. 2000 bis 1400 v. Chr.) überdurchschnittlich. Die kretischen Minoer wurden etwa ab 1400 v. Chr. durch die mykenischen Griechen als Inselbewohner ergänzt.
Ab vermutlich dem 11. Jahrhundert v. Chr. übernahmen die Dorer die Herrschaft über Karpathos. Die Insel erlebte darauf folgend eine regelrechte Blütezeit. Es entstanden die vier Städte Poseidion (heute Karpathos), Arkesia (heute Arkasa), Vrykous (heute Vourgunda) und Nisyros (heute Ta Palatia, Saria), weshalb der Schriftsteller Strabon die Insel auch Tetrapolis (Vierstädteinsel) nannte.
Möglicherweise wurde die Insel im 6. Jahrhundert v. Chr. zeitweise von den Persern besetzt. Jedenfalls schloss sich Karpathos 477 v. Chr. dem 1. Attischen Seebund an, einem Verteidigungsbündnis gegen Persien unter der Führung Athens.
Während des Peloponnesischen Kriegs (431 bis 404 v. Chr.), ausgetragen zwischen dem von Athen geführten 1. Attischen Seebund und dem Peloponnesischen Bund unter der Führung Spartas, stand Karpathos vorerst auf der Seite Athens, wechselte jedoch, als sich die Niederlage Athens abzeichnete, die Front. Nur wenige Jahre später geriet Karpathos unter die Abhängigkeit von Rhodos und folgend wieder unter die Herrschaft Athens, so dass Karpathos im Jahr 378 v. Chr. dem 2. Attischen Seebund beitreten musste.
Nach der Niederlage Athens bei der Schlacht von Chaironeia im Jahr 338 v. Chr. gegen den makedonischen König Philipp II. und seinen Sohn Alexander den Großen endete vorerst die politische Bindung der Insel zu Athen und dem griechischen Festland. Karpathos geriet unter den Einfluss des Hellenismus und wurde 42 v. Chr. ins römische Reich eingegliedert.
Nach der römischen Reichsteilung von 395 fiel Karpathos unter die Herrschaft des Oströmischen Reichs (das sich später zum Byzantinischen Reich entwickelte). Da Karpathos geografisch nur am Rande dieses Reichs und dessen Hauptstadt Konstantinopel lag, war dessen Einfluss auf die Insel eher gering. Dafür litt die Inselbevölkerung in den nächsten Jahrhunderten unter den Piratenüberfällen, vor allem ausgehend von den Sarazenen. Diese Überfälle bewirkten, dass die Inselbewohner ihre Siedlungen an den Küsten verließen und im Inselinneren neue Dörfer gründeten (so wurden die Fluchtsiedlungen Olymbos, Menetes, Aperi, Volada und Othos erbaut).
Mit der Eroberung und Plünderung Konstantinopels durch die Kreuzritter im Jahr 1204 wurde auch das Byzantinische Reich zerschlagen und dessen Gebiet neu aufgeteilt. Karpathos ging in den Besitz reicher Venezianer über und erhielt den italienischen Namen Scarpanto, mit dem es in dieser Sprache noch heute bezeichnet wird.

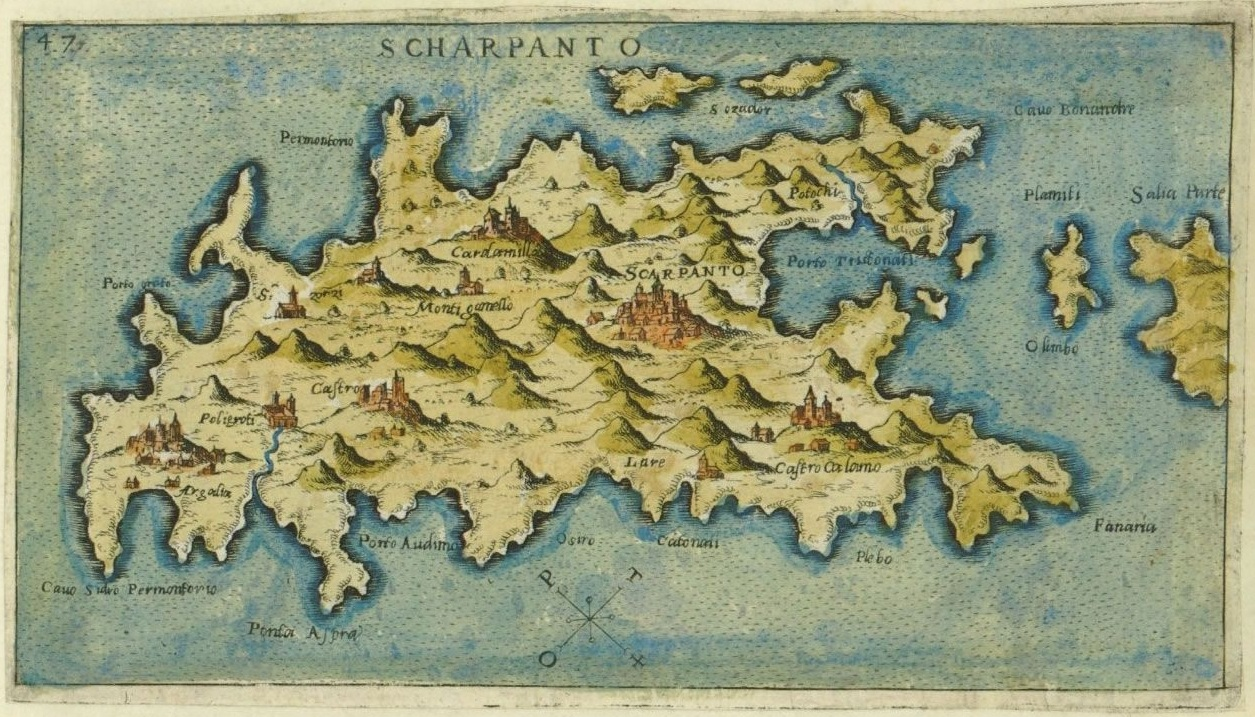
Karte von Karpathos aus dem Jahr 1597 vom Venezier Giacomo Franco

Im Jahr 1537 wurde Karpathos ins Osmanische Reich einverleibt und blieb folgend fast 400 Jahre in türkischem Besitz. Offiziell erhielt die Insel den Namen Kerpe. Der Einfluss der Osmanen auf die Insel blieb jedoch eher gering, die größte Bedrohung der Bewohner ging weiterhin von den Piratenangriffen aus.
Während des Griechischen Unabhängigkeitskrieges (1821–1829) wurde Karpathos bereits 1823 aus der türkisch-osmanischen Herrschaft entfernt und Teil der sich neu formierenden unabhängigen griechischen Republik. Durch den Beschluss des Londoner Protokolls musste jedoch Griechenland 1830 die Dodekanes-Inseln im Tausch mit Euböa wieder dem Osmanischen Reich abtreten.
Die türkische Herrschaft dauerte bis zum Mai des Jahres 1912. Gegen Ende des Italienisch-Türkischen Kriegs eroberten die Italiener bei nur noch geringem türkischem Widerstand Karpathos und weitere Dodekanes-Inseln. Die Hoffnung der Inselbewohner auf Freiheit bzw. Vereinigung mit dem griechischen Festland erfüllte sich jedoch nicht, da Italien fortan die eroberten Inseln mit harter Hand als eigene Provinz verwaltete.
Gegen Ende des Zweiten Weltkriegs wurde ab 1943 die italienische Provinzverwaltung auf Karpathos durch Besatzungstruppen der deutschen Wehrmacht ergänzt. Durch die sich abzeichnende Niederlage Nazi-Deutschlands erfolgte am 4. Oktober 1944 der Abzug der italienisch-deutschen Besatzung. Die Insel wurde vorübergehend unter britische Verwaltung gestellt, ehe am 7. März 1948 Karpathos wie auch die weiteren Dodekanes-Inseln mit Griechenland vereinigt wurden.
Am 23. Mai 2006 kollidierten in der Nähe der Insel ein griechisches und ein türkisches Kampfflugzeug vom Typ F-16 „Falcon“ bei einem Abfangmanöver. Griechenland beansprucht einen nationalen Luftraum mit einer Breite von 16 Kilometern jenseits der eigenen Küstenlinien. Die Türkei erkennt aber nur zehn Kilometer an, was der Breite der nationalen Seegebiete entspricht. Ein Jahr später wurde in der Stadt Karpathos in der Nähe des Hafens ein Denkmal für den von der Insel stammenden getöteten griechischen Piloten errichtet. Wegen Konflikten in der Ägäis standen Griechenland und die Türkei seit 1974 bereits drei Mal am Rande eines Krieges.

## Verwaltungsgliederung
Nach dem Anschluss an Griechenland 1947 war die Insel Karpathos kurzfristig in zehn Gemeinden (Dimi δήμοι) untergliedert. Im folgenden Jahr erhielten mit Ausnahme Pigadias die übrigen Gemeinden den Status von Landgemeinden (Kinotites κοινότητες). Mit der Umsetzung des Kapodistrias-Programms 1997 erfolgte die Eingliederung von acht Landgemeinden zur Stadtgemeinde Karpathos. Die Landgemeinde Olymbos behielt ihren Status. Durch die Verwaltungsreform 2010 wurden die ehemaligen Gemeinden der Insel zur neuen Gemeinde Karpathos (Δήμος Καρπάθου Dimos Karpathou) zusammengelegt. Verwaltungssitz ist die Stadt Karpathos. Die bisherigen Gemeinden bilden Gemeindebezirke, die ehemaligen Gemeindebezirke sind Ortsgemeinschaften mit Ausnahme des Stadtbezirks Karpathos. Sie wählen eigene lokale Vertretungen.
| Gemeindebezirk | griechischer Name         | Code   | Fläche (km²) | Einwohner 2001 | Einwohner 2011 | Stadtbezirke / Ortsgemeinschaften (Δημοτική / Τοπική Κοινότητα)          | Lage |
| -------------- | ------------------------- | ------ | ------------ | -------------- | -------------- | ------------------------------------------------------------------------ | ---- |
| Karpathos      | Δημοτική Ενότητα Καρπάθου | 620101 | 219,925      | 5750           | 5670           | Karpathos, Aperi, Arkasa, Volada, Menetes, Mesochori, Othos, Pyles, Spoa |      |
| Olymbos        | Δημοτική Ενότητα Ολύμπου  | 620102 | 103,905      | 0761           | 0556           | Olymbos                                                                  |      |
| Gesamt         | Gesamt                    | 6201   | 323,830      | 6511           | 6226           |                                                                          |      |

## Sehenswürdigkeiten

### Karpathos-Stadt
Hauptort der Insel, früher auch Pigadia genannt.

### Amopí und Lakkí
Durch die große Anzahl flach abfallender Sand- und Kiesstrände gilt Amopí als beliebter Badeort. Dazu herrscht an der südöstlichen Küste von Karpathos auch ein heißeres und trockeneres Klima als an anderen Küstenregionen der Insel. Die touristische Infrastruktur entwickelte sich in Amopí deshalb in den vergangenen Jahren überdurchschnittlich schnell und hat sich bereits auf die knapp zwei Kilometer entfernte kleine Siedlung Lakkí ausgeweitet.
Als Sehenswürdigkeit gilt die schneeweiße, auf der Anhöhe einer ins Meer hinausragenden Halbinsel erbaute Agii Apóstoli (Apostelkirche). In Lakkí thront auf einem Felsen die Agios Geórgios (Georgskirche).
Lange vor der eigentlichen touristischen Vermarktung galt Amopí als Kurort für Rheumakranke. Dabei wurden vormittags im Sand Gruben ausgegraben, welche sich bis zum Nachmittag aufheizten. Folgend legten sich die Patienten hinein und ließen sich bis zum Hals vom Sand zudecken. Der Name der nördlichsten Sandbucht Mikrí Amopí (dt. kleine Sandgrube) erinnert noch heute an diese Kur- und Heilmethode.
Südlich der Mikrí Amopí folgt der mit besonders feinem Sand ausgestattete Pérana-Strand, weiter südlich hinter dem Felsen mit der Agii Apóstoli liegt der Votsalákia-Strand (dt. Kieselsteinchen), wobei der Name auch die Sandbeschaffenheit umschreibt. Weiter südlich folgt der Kiesstrand der Lakkí Beach und hinter einer ins Meer ragenden Felsnase die Kastéllia-Bay.

### Afiárti
Afiárti liegt im äußersten Süden der Insel. Die felsige Landschaft ist nur karg bewachsen und mit den wenigen vereinzelt erstellten Häusern nur dünn besiedelt. Diese freie Fläche ermöglichte jedoch 1970 den Bau des Flughafens, welcher 1986 ausgebaut und modernisiert wurde.
Durch die im Sommer ständig von den Bergen herabwehenden Winde wurde die östliche Meeresbucht um Afiárti, die Makrýs Gialós, in den 90er-Jahren von Windsurfern entdeckt. Karpathos bzw. eben Afiárti ist auch regelmäßig Austragungsort internationaler Windsurfwettbewerbe.
Weiter nördlich liegt die windgeschützte Badebucht Diamatría mit ihrem recht steinigen Strand. Der Bucht vorgelagert liegt das kleine Inselchen Míra (dt. Schicksal), welches jedoch von einer für Schwimmer nicht ungefährlichen Strömung umgeben ist.
Einen besonderen Mythos umgibt die nordöstlich des Flughafens gelegene Höhle des Agios Minás. Hier soll einst ein Eremit in seiner selbst in den Fels geschlagenen feuchten Höhle gehaust haben. Etwas neueren Datums ist das Wrack eines gestrandeten türkischen Frachters, welches vor der Bucht liegt (Cape Líki) und dessen zu aufwändige Bergung unterlassen wurde.

### Arkasa und Finíki
Arkasa liegt an der südlichen Westküste gegenüber der Insel Kasos.
Das kleine Fischerdorf Finíki liegt rund 3 Kilometer nördlich von Arkasa. Zur Zeit der Dorer befand sich hier der Hafen der Stadt Arkesía.
Nach Abzug der italienisch-deutschen Besatzung im Zweiten Weltkrieg fiel während der großen Hungersnot 1944 dem Dorf Finíki eine besondere Rolle zu. Sieben Fischer segelten von hier mit einem kleinen Boot ohne Funk und Kompass nach Ägypten, um Hilfe zu holen. Bereits eine Woche später kehrten sie an Bord britischer Kriegsschiffe heim und brachten Nahrungsmittel und Medikamente für die notleidende Bevölkerung mit. Ein Denkmal am Hafen von Finíki erinnert an ihre Heldentat.

### Menetes

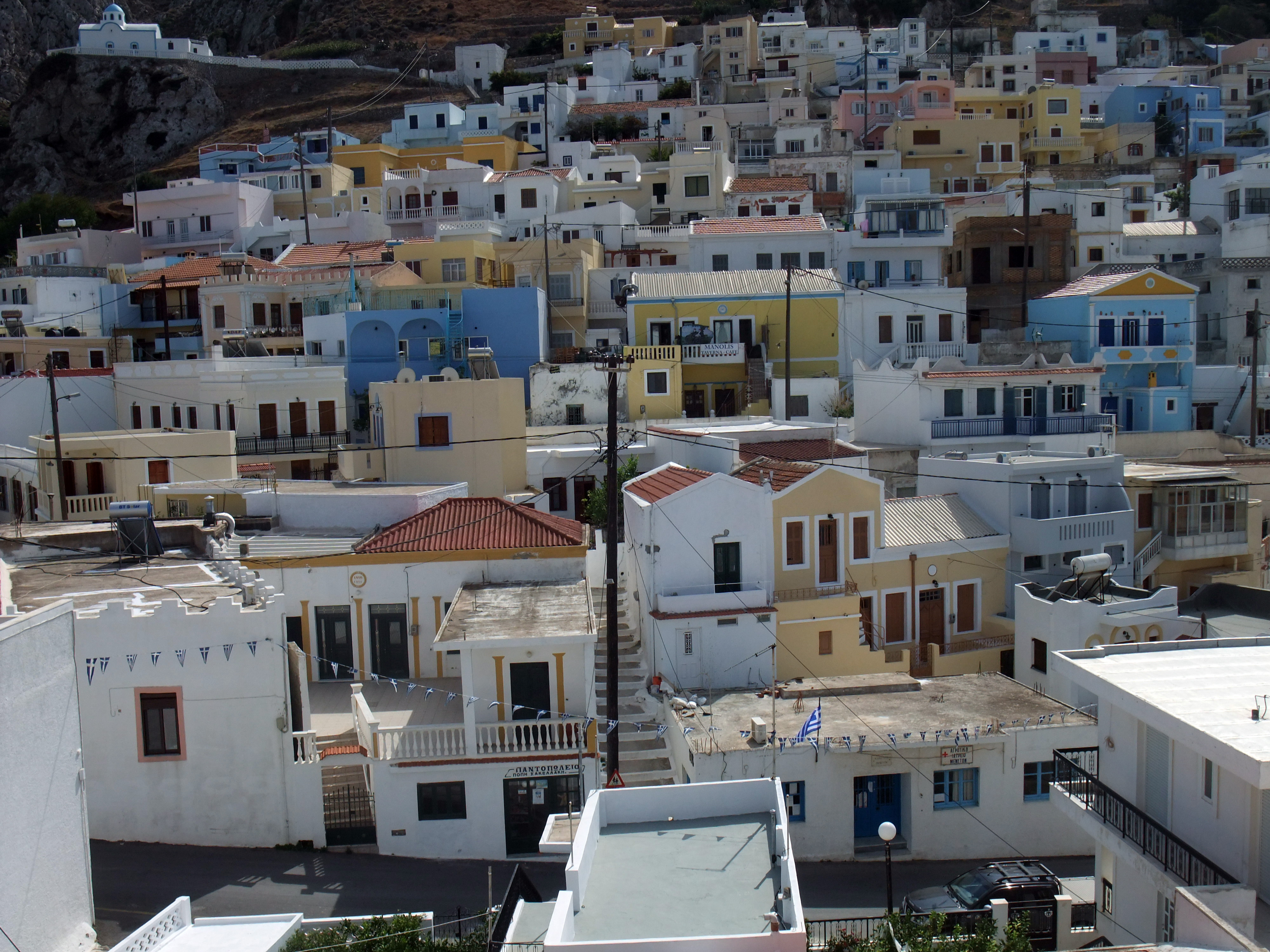
Blick auf Menetés

### Othos und Stes
Westlich von Othos befindet sich die Außensiedlung Stes. Dessen Zentrum bildet die kleine Agios-Pandeleímonas-Kirche, auffallend durch ihre rot-blau-gelbliche Außenbemalung. Das Patronat des Kirchenheiligen wird jeweils vom 27. bis 29. Juli mit einem großen Volksfest gefeiert.

### Mesochori und Lefkos

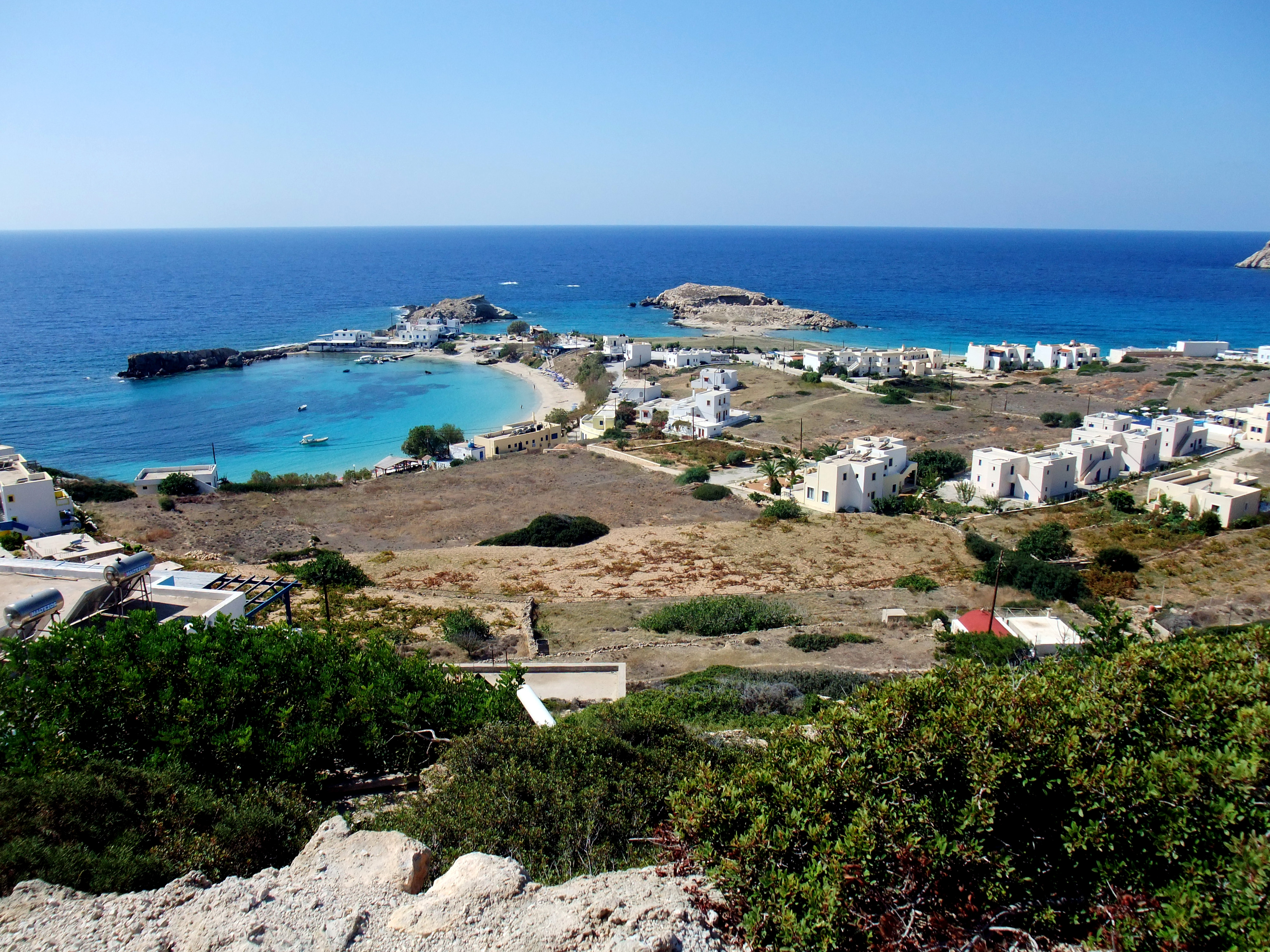
Blick auf Dorf und Hafen von Lefkos

### Bucht von Vourgoúnda
An der Bucht von Vourgoúnda (Όρμος Βουργούντας) befand sich einst in der Epoche der Dorer die blühende Stadt Brykoúntos. Noch heute sind oberhalb der Bucht auf der Hochebene einige wenige antike Säulen und Reste der einstigen Stadtmauer erkennbar. Die Bucht ist auf dem Landweg nur zu Fuß von Avlóna her oder mit dem Boot erreichbar.
An der Spitze der westlichen Landzunge, auch vom Meer aus gut sichtbar, steht ein Kreuz mit einer Glocke, welches den Weg hinab zum engen Eingang der Höhlenkirche des Agios Ioannis Prodromos (Άγιος Ιωάννης ο Πρόδρομος) weist, mit einem frühchristlichen Taufbecken aus Marmor. Zu Ehren des Heiligen Johannes dem Täufer steigt jeweils am 28. auf 29. August ein großes Volksfest.

## Natur

### Flora
Falls eine Erlaubnis bestand, das Material gemäß den Bestimmungen der Lizenz Creative-Commons-Lizenz Namensnennung – Weitergabe unter gleichen Bedingungen 4.0 zu nutzen, oder du selbst der Urheber des Textes in der unten angeführten Quelle bist, sende bitte eine vollständig ausgefüllte Freigabeerklärung unter Verwendung deines Realnamens und der Angabe, um welchen Artikel es geht, an die Adresse permissions-dewikimedia.org per E-Mail.
Wenn du den Rechteinhaber nachträglich um Erlaubnis bitten willst, kannst du diese Textvorlage dafür benutzen.
Nach Bearbeitung durch das Wikipedia-Support-Team wird die Freigabe auf der Diskussionsseite dokumentiert und der Text wiederhergestellt. 
Fragen bitte an: Urheberrechtsfragen
Herkunft: 
 Weitgehend wortwörtliche Übernahme aus: Antje & Gunther Schwab: Karpathos. Michael-Müller-Verlag, Kapitel "Vegetation". In Aufl. 3/2001 auf Seite 15. --2003:C0:8F24:1F00:F80C:C141:D88E:A503 22:48, 9. Okt. 2024 (CEST)
Insgesamt besteht die Flora von Karpathos aus 923 Arten von Farn- und Samenpflanzen. Davon sind 6 Arten hier endemisch, unter anderem der Strandflieder Limonium carpathum, die Färberdistel Carthamus rechingeri, der Klee Trifolium barbeyi und die Dost-Art Origanum vetteri. 23 Arten gelten als eingebürgert, 3 als sich einbürgernd, 5 als unbeständig und bei 7 ist unklar, ob sie einheimisch sind. Auf Karpathos wurden bisher 44 Orchideen-Arten nachgewiesen.
Einst war Karpathos für seinen dichten Wald berühmt und wurde auch die „Grüne Insel“ genannt. Zwischen Spoa und Olymbos plante man sogar die Einrichtung eines Natur-Waldparks. Durch große Waldbrände im Jahr 1982 wurde jedoch der größte Teil des geplanten Reservates in eine Art Wüste verwandelt. Inzwischen sind an einigen Stellen wieder junge Kiefern und Sträucher zu sehen. Ein weiterer verheerender Brand zerstörte im Jahr 1990 den Wald zwischen Aperi, Karpathos-Stadt, Menetes und Afiarti. Die jüngste Waldbrandkatastrophe ereignete sich im Jahr 2004, als es gleich zweimal in der unmittelbaren Umgebung von Mesochori brannte. Zwischen Pyles, Adia und Lefkos sowie nördlich von Diafani bekommt man einen Eindruck, wie es noch vor wenigen Jahren auf weiten Teilen der Insel ausgesehen hat. Hier ist der Wald noch erhalten und zieht sich bis zur Küste hinab. Hauptsächlich besteht er aus Kalabrischen Kiefern, an manchen Stellen finden sich auch Stein- und Kermeseichen.

### Fauna
- Säugetiere: Wildlebende Säugetiere sind auf der Insel nur in geringem Maße vertreten und beschränken sich im Großen und Ganzen auf Hasen, Wiesel, Steinmarder und kleine Fledermäuse. Dazu kommen zahlreiche vorhandene Nutztiere wie Schafe, Ziegen, Schweine, Rinder, Esel und Maultiere. Eine Besonderheit stellt die vom Aussterben bedrohte (CR – Critically Endangered) Mittelmeer-Mönchsrobbe[7] dar, die einzige Robbenart im Mittelmeer, deren Gesamtpopulation auf 350 bis 450 Tiere geschätzt wird.
- Vögel: Im Norden von Karpathos sowie auf der Insel Saria halten sich zahlreiche Zugvögel auf, darunter Strandläufer, Rohrsänger, Nachtigallen, Reiher und Kraniche. Über dem Gebirge sind vereinzelt seltene Greifvögel zu sehen, wie etwa der Adlerbussard, der Habichtsadler oder der vom Aussterben bedrohte Eleonorenfalke. Außerdem gibt es Vorkommnisse von Rebhühnern.
- Amphibien und Reptilien: Drei Amphibien- und sieben Reptilienarten sind auf Karpathos anzutreffen. Am bedeutendsten ist der nur hier und auf Rhodos lebende Karpathos-Wasserfrosch, der womöglich eine eigenständige und somit seltene Art darstellt. Er lebt in der relativ wasserreichen Gegend von Argoni in der Umgebung von Olymbos. Auf Karpathos, Saria und der nahegelegenen Insel Kasos lebt mit Lyciasalamandra helverseni eine Art der Lykischen Salamander.[8][9] Es handelt sich um den einzigen Schwanzlurch in der südöstlichen Ägäis. Unter den Wirbeltieren Griechenlands wird die Art als bedroht angesehen, in der Roten Liste der Weltnaturschutzunion in der Kategorie gefährdet (VU – Vulnerable) eingestuft. Die einzige auf Karpathos vorkommende Schlangenart sind Nattern, die jedoch nicht giftig sind und sehr selten vorkommen.
- Meerestiere: In den Gewässern rund um Karpathos sind Delfine noch relativ häufig anzutreffen. Kleine Fische, Kalmaren, Oktopusse, Krebse und andere Schalentiere gibt es reichlich in Ufernähe. Barben und Brassen sind in den Gewässern ebenfalls reichhaltig vorhanden.
- Insekten: Abseits der gängigen Wege befinden sich zahlreiche Bienenstöcke, weshalb einheimischer Honig ein gängiges Mitbringsel von der Insel ist. Zikaden sorgen besonders im Sommer für eine mediterrane Geräuschkulisse. Außerdem gibt es eine Vielfalt an Schmetterlingen, Heuschrecken und Käfern.[10]

### Naturschutz
Auf Karpathos wurden zwei Gebiete mit dem angrenzenden Meeresgebiet in das Natura-2000-Netz der Europäischen Union aufgenommen. In beiden Gebieten leben Lykische Salamander und Mittelmeer-Mönchsrobben.
- GR 4210002 Zentral Karpathos-Lasthos-Kyra Panagia & Küsten- und Meereszone (Κεντρική Κάρπαθος-Λασθός-Κυρά Παναγιά & Παράκτια Θαλάσσια Ζώνη)[11]
- GR 4210003 Nord Karpathos und Saria[12]

Neben dem Natura-2000-Gebiet Kimolos-Polyegos ist das Natura-2000-Gebiet GR 4210003 Nord Karpathos und Saria (Βόρεια Κάρπαθος και Σαρία) von nationaler und internationaler Bedeutung als Wurf- und Aufzuchtgebiet für Mittelmeer-Mönchsrobben. Über 10 % der Mittelmeer-Mönchsrobben-Population weltweit leben in diesen Gebieten. Gleichzeitig wurde es von der Vogelschutzorganisation BirdLife International als IBA GR 172 Saria Island and Northern Karpathos (Νήσος Σαρία και Βόρειος Κάρπαθος) eingestuft, weil Habichtsadler (Hieraaetus fasciatus) und Blaumerle (Monticola solitarius), beide auf der Roten Liste der IUCN geführt, hier ihre Lebensräume haben.

## Wirtschaft

### Tourismus
Durch den Fremdenverkehr gewinnen neben der Stadt Karpathos auch Orte wie Lefkos an der Westküste, Amopi und Arkasa im Inselsüden und Kyra Panagia an der Ostküste zunehmend an Bedeutung.
Der südliche Teil der Insel ist bei Windsurfern wegen seiner guten Windstatistik und hohen Windstärke beliebt. Der Meltemi wird durch die lokale Topographie noch verstärkt und bläst im Sommer wochenlang ohne Pause Tag wie Nacht mit durchschnittlich 5–7 Bft und erreicht an manchen Tagen sogar 9 Bft. In der sogenannten „Devil’s Bay“ findet jeweils im August eine Speed-Windsurf-Konkurrenz statt.
Sehr umstritten ist momentan die in Planung befindliche Errichtung eines großen Golfplatzes zwischen Amopi und der Inselhauptstadt Karpathos. Befürworter sehen hier eine Möglichkeit für eine ganzjährige touristische Nutzung der Insel, Gegner fürchten um den Verlust der auch heute im Zeitalter des Massentourismus noch relativen Ursprünglichkeit der Insel.

## Verkehr

### Flugverkehr
Der Flughafen Karpathos am Südende der Insel wurde vergrößert und ist seit Ende Juli 2009 in Betrieb. Die täglichen Verbindungen mit Athen, Rhodos und Kasos werden durch Olympic Air bedient, während des Sommers ergänzen Charterflüge das Angebot.

### Fährverkehr
Zum Haupthafen Karpathos und nach Diafani bestehen Verbindungen von Piräus über die Kykladen, teilweise über Kreta nach Rhodos. Aufgrund der schlechten Erreichbarkeit des Inselnordens wurde 1922 der Hafen von Diafani ausgebaut. Zusätzlich existieren Verbindungen für den Verkehr innerhalb der Insel und zur nördlich gelegenen, heute unbewohnten Insel Saria.

### Straßenverkehr
Während im Süden der Insel um den Hauptort Karpathos und den Flughafen und im zentralen Inselbereich die Straßen relativ gut ausgebaut sind, existiert in den Nordteil der Insel keine durchgehend asphaltierte Straßenverbindung. Die Schotterpiste nach Olymbos wurde erst in den 1980er Jahren angelegt; seit 2013 ist sie durchgehend asphaltiert. Bis dahin war der Inselnorden am besten zu Wasser über den Hafenort Diafani zu erreichen.

## Kunst und Kultur
Karpathos ist sowohl in der Einstellung als auch kulturell konservativ. Viele Traditionen, die im Rest Griechenlands verschwunden sind oder nur noch als Teil der Folkloredarbietungen existieren, haben auf Karpathos überlebt.
Die Hauptkunstformen sind Musik und Poesie oder eine Kombination der beiden, die Mandinades genannt werden. Eine Mandinada besteht aus Versen mit 15 Silben, die als Couplet zusammengefügt werden. Das Traditionsbewusstsein der Insel zeigt sich nicht zuletzt auch darin, dass selbst junge Leute bis heute das Musizieren auf der Lyra pflegen.
Ethnologen behaupten auch, dass der Pano Choro, ein einfacher Tanz, eine eigenständige Variante des Syrtos ist, der nur auf Karpathos vorkommt.